# Myxocyprinus asiaticus

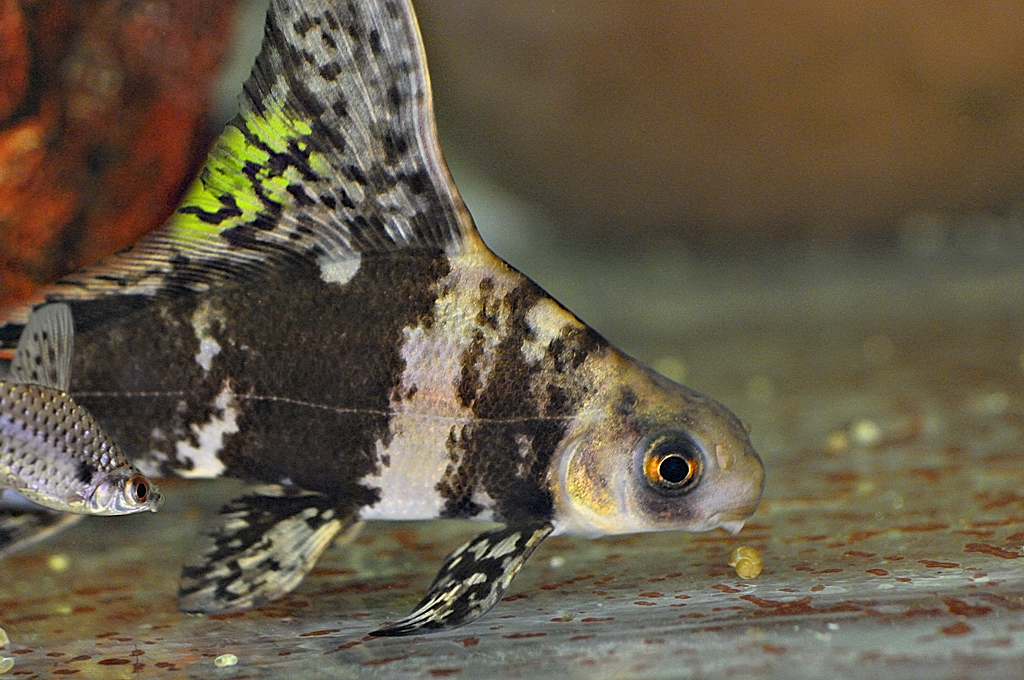
Myxocyprinus asiaticus

Myxocyprinus asiaticus és una espècie de peix de la família dels catostòmids i l'única del gènere Myxocyprinus.

## Morfologia
- Els mascles poden assolir 60 cm de longitud total, encara que la seua mida normal és de 22.
- No presenta dimorfisme sexual.[3][4][5][6]

## Hàbitat
És un peix d'aigua dolça, demersal, potamòdrom i de clima subtropical (15 °C-28 °C).

## Distribució geogràfica
Es troba a Àsia: la conca del riu Iang-Tsé (la Xina).

## Observacions
És inofensiu per als humans i la seua longevitat és de fins a 25 anys.